# Rudolf Mach
Rudolf Mach (* 28. Oktober 1922 in Prag; † 8. Juli 1981 in Princeton (New Jersey)) war ein tschechischer Orientalist.

## Leben
Er promovierte 1952 an der Universität Basel. 1955 erhielt er einen Master of Library Science von der University of California in Berkeley. Er wurde 1955 von Princeton zum Dozenten und Kurator für Manuskripte des Nahen Ostens ernannt, wurde 1974 Professor und gab 1977 seine Pflichten als Kurator auf, um sich ganz der Lehre zu widmen.

## Schriften (Auswahl)
- Der Zaddik in Talmud und Midrasch. Leiden 1957. archive.org
- Catalogue of Arabic manuscripts Yahuda Section in the Garrett Collection, Princeton University Library. Princeton 1977, ISBN 0-691-03908-9.
- mit Eric L. Ormsby: Handlist of Arabic manuscripts (new series) in the Princeton University Library. Princeton 1987, ISBN 0-691-05429-0.